# 1687
Il 1687 (MDCLXXXVII in numeri romani) è un anno  del XVII secolo.

## Eventi
- 4 aprile – Giacomo II d'Inghilterra emana la seconda Dichiarazione di Indulgenza.
- 12 agosto – Battaglia di Mohacs: In Ungheria meridionale gli austro-polacchi vincono i turchi (vedi anche 1526).
- 26 settembre – La repubblica di Venezia, durante l'assedio di Atene, con un colpo di cannone distrugge parzialmente il Partenone che era ancora pressoché integro dopo 2000 anni di storia.
- 31 dicembre – I primi Ugonotti salpano dalla Francia verso il capo di Buona Speranza.
- Isaac Newton pubblica il trattato di fisica e matematica Philosophiae Naturalis Principia Mathematica.
- In Asia, collassa ufficialmente il Khanato Chagatai, diviso tra i Khanati di Bukhara e Khiva.

## Nati

### Gennaio
- 8 gennaio - Bernardo Maria De Rubeis, teologo e storico italiano († 1775)

### Febbraio
- 1º febbraio - Niccolò Ricciolini, pittore italiano († 1772)
- 4 febbraio - Joseph Effner, architetto tedesco († 1745)
- 7 febbraio - Jean Duvivier, medaglista belga († 1761)
- 24 febbraio - Carlo Albani, I principe di Soriano nel Cimino, nobile italiano († 1724)

### Marzo
- 8 marzo - Vittorio Amedeo Ferrero-Fieschi, nobile, militare e diplomatico italiano († 1743)
- 13 marzo - John Ashburnham, I conte di Ashburnham, nobile inglese († 1737)
- 13 marzo - Giovanni Giacinto Sbaraglia, francescano e storico italiano († 1764)
- 16 marzo - Girolamo Frosini, fantino italiano
- 16 marzo - Anton Lazzaro Moro, presbitero e naturalista italiano († 1764)
- 16 marzo - Sofia Dorotea di Hannover, regina († 1757)
- 24 marzo - Mauro Manieri, architetto italiano

### Aprile
- 4 aprile - Giovan Battista Papi, fantino italiano († 1719)
- 20 aprile - Lorenzo Mattielli, scultore italiano († 1748)
- 30 aprile - Pedro Cebrián, diplomatico spagnolo († 1752)

### Maggio
- 6 maggio - Johann Friedrich Armand von Uffenbach, musicista tedesco († 1769)
- 12 maggio - Johann Heinrich Schulze, chimico tedesco († 1744)
- 20 maggio - Domenico Pecchio, pittore italiano († 1760)

### Giugno
- 6 giugno - Giovanni Battista Pittoni, pittore italiano († 1767)
- 7 giugno - Gaetano Berenstadt, cantante castrato italiano († 1734)
- 11 giugno - Antonio Maria Ruffo, cardinale italiano († 1753)
- 13 giugno - Paolo Rolli, poeta, librettista e letterato italiano († 1765)
- 18 giugno - Federico Guglielmo II di Schleswig-Holstein-Sonderburg-Beck, nobile tedesco († 1749)
- 21 giugno - Francesco Trevisan Suarez, vescovo cattolico italiano († 1769)

### Luglio
- 27 luglio - Giuseppe Simone Assemani, bibliotecario, orientalista e arcivescovo cattolico libanese († 1768)

### Agosto
- 4 agosto - Giovanni Guglielmo Friso d'Orange, principe († 1711)
- 26 agosto - Henry Carey, drammaturgo e poeta inglese († 1743)
- 26 agosto - Willem de Fesch, compositore e violinista olandese († 1761)

### Ottobre
- 2 ottobre - Daniele Concina, presbitero italiano († 1756)
- 4 ottobre - Maria Maddalena Martinengo, religiosa e mistica italiana († 1737)
- 13 ottobre - Giorgio Massari, architetto italiano († 1766)
- 14 ottobre - Robert Simson, matematico scozzese († 1768)
- 21 ottobre - Nicolaus Bernoulli, matematico svizzero († 1759)
- 22 ottobre - Antonio Ulrico di Sassonia-Meiningen, nobile tedesco († 1763)
- 24 ottobre - Tommaso Aceti, vescovo cattolico, bibliotecario e filologo italiano († 1749)
- 29 ottobre - Giuseppe Maria Brocchi, presbitero e scrittore italiano († 1751)

### Novembre
- 7 novembre - William Stukeley, antiquario, medico e presbitero inglese († 1765)
- 8 novembre - Francesco Girolamo Bona, arcivescovo cattolico e diplomatico dalmata († 1749)
- 23 novembre - Jean-Baptiste Senaillé, violinista francese († 1730)

### Dicembre
- 2 dicembre - Aretafila Savini, letterata italiana († 1731)
- 5 dicembre - Francesco Geminiani, violinista e compositore italiano († 1762)
- 8 dicembre - Emanuele Tommaso di Savoia-Soissons, nobile († 1729)
- 9 dicembre - Antonio Ferrante Gonzaga, nobile italiano († 1729)
- 26 dicembre - Johann Georg Pisendel, violinista e compositore tedesco († 1755)
- 30 dicembre - Clemente Argenvilliers, cardinale italiano († 1758)

### Senza giorno specificato
- Siraj-ud-Din Ali Khan Arzu, poeta, lessicografo e linguista indiano († 1756)
- Pietro Anderlini, pittore italiano († 1755)
- Antonio Maria Azzalini, matematico e ingegnere italiano († 1754)
- Bernardo Barbaro, nobile, politico e poeta italiano
- Carlo Innocenzo Carloni, pittore italiano († 1775)
- Lorenzo Cassani, architetto italiano († 1767)
- Giovanni Battista Cimaroli, pittore italiano († 1771)
- Joseph Fauchier, ceramista francese († 1751)
- Lucio Ferraris, teologo italiano († 1763)
- Girolamo Ferroni, pittore e intagliatore italiano
- Pietro Galleano, scultore italiano († 1761)
- Gottfried Hensel, linguista tedesco († 1765)
- Li Wei, politico e funzionario cinese († 1738)
- Catharina Margaretha Linck,  prussiana († 1721)
- Giuseppe Merenda, architetto italiano († 1767)
- François-Augustin de Paradis de Moncrif, scrittore e poeta francese († 1770)
- Johann Balthasar Neumann, architetto e ingegnere tedesco († 1753)
- Giuseppe Pasini, religioso italiano († 1770)
- Santo Piatti, pittore italiano († 1747)
- Antonio Nicola Pillori, pittore italiano († 1763)
- Pietro Pollidori, storiografo italiano († 1748)
- Ferdinando Porta, pittore italiano († 1763)
- Muhammad ibn Sa'ud, emiro saudita († 1765)

## Morti

### Gennaio
- 7 gennaio - Giacinto Serroni, arcivescovo cattolico italiano (n. 1617)
- 10 gennaio - Bernardo Guasconi, avventuriero e diplomatico italiano (n. 1614)
- 13 gennaio - Silvestro Mauro, gesuita, teologo e filosofo italiano (n. 1619)
- 14 gennaio - Nicolaus Mercator, matematico tedesco (n. 1620)
- 14 gennaio - Lorenzo Raggi, cardinale e vescovo cattolico italiano (n. 1615)
- 28 gennaio - Tolomeo II Gallio, IV duca di Alvito, nobile italiano (n. 1618)
- 28 gennaio - Johannes Hevelius, astronomo polacco (n. 1611)
- 30 gennaio - Alfonso Moscatelli, architetto italiano
- 31 gennaio - Francisco Varo, monaco cristiano spagnolo (n. 1627)

### Febbraio
- 3 febbraio - François de Créquy, generale francese (n. 1625)
- 3 febbraio - Monsù Bernardo, pittore danese (n. 1624)
- 4 febbraio - Eleonora Sofia di Sassonia-Weimar, nobildonna tedesca (n. 1660)
- 6 febbraio - Juan de Jesús, francescano e mistico spagnolo (n. 1615)
- 13 febbraio - Carlo III di Créquy, diplomatico e generale francese (n. 1623)
- 15 febbraio - Maria Elisabetta di Brunswick-Wolfenbüttel, nobildonna tedesca (n. 1638)
- 21 febbraio - Georg Andreas Böckler, architetto e ingegnere tedesco (n. 1617)
- 22 febbraio - Francesco Lana de Terzi, gesuita, matematico e naturalista italiano (n. 1631)
- 28 febbraio - Ermeni Suleyman Pascià, politico ottomano (n. 1607)

### Marzo
- 15 marzo - Jacques de Fieux, vescovo cattolico francese
- 18 marzo - Dorotea Elisabetta Christiansdatter, contessa danese (n. 1629)
- 19 marzo - René Robert Cavelier de La Salle, esploratore francese (n. 1643)
- 20 marzo - Maddalena Sibilla di Brandeburgo-Bayreuth (n. 1612)
- 22 marzo - Jean-Baptiste Lully, compositore, ballerino e musicista italiano (n. 1632)
- 28 marzo - Constantijn Huygens, scrittore, diplomatico e compositore olandese (n. 1596)

### Aprile
- 7 aprile - Luigi di Brandeburgo, principe (n. 1666)
- 16 aprile - George Villiers, II duca di Buckingham, nobile, politico e poeta inglese (n. 1628)
- 25 aprile - János Kájoni, compositore rumeno (n. 1629)
- 25 aprile - Ferdinando Alberto I di Brunswick-Lüneburg, duca (n. 1636)
- 27 aprile - Vicente Mut, astronomo, storico e militare spagnolo (n. 1614)

### Maggio
- 3 maggio - Maximilian Gandolph von Künburg, cardinale austriaco (n. 1622)
- 5 maggio - Vespasiano Gonzaga, militare italiano (n. 1621)
- 18 maggio - William Burke, VII conte di Clanricarde, militare irlandese (n. 1637)

### Luglio
- 16 luglio - Johannes Walter Sluse, cardinale belga (n. 1628)
- 19 luglio - Laura Martinozzi, nobildonna italiana (n. 1639)

### Agosto
- 9 agosto - Niccolò Albergati-Ludovisi, gesuita, arcivescovo cattolico e cardinale italiano (n. 1608)
- 23 agosto - Stojan Janković, condottiero serbo (n. 1636)

### Settembre
- 7 settembre - Vincenzo Albrici, compositore e organista italiano (n. 1631)
- 10 settembre - Willem Wissing, pittore olandese (n. 1656)
- 12 settembre - Muazzez Sultan,  ottomana
- 15 settembre - Dionigi Bussola, artista, pittore e scultore italiano (n. 1615)
- 28 settembre - Francesco Turrettini, teologo svizzero (n. 1623)

### Ottobre
- 5 ottobre - Michail Andreevič Golicyn, politico russo (n. 1639)
- 13 ottobre - Geminiano Montanari, astronomo e matematico italiano (n. 1633)
- 14 ottobre - Sarı Süleyman Pascià, militare ottomano
- 19 ottobre - Giulio Bartolocci, ebraista e monaco cristiano italiano (n. 1613)
- 27 ottobre - René Rapin, umanista e teologo francese (n. 1621)

### Novembre
- 2 novembre - Juan Bautista Diamante, drammaturgo spagnolo (n. 1625)
- 14 novembre - Nell Gwyn, attrice teatrale inglese (n. 1650)
- 15 novembre - Giovanni Alfonso Petrucci, vescovo cattolico italiano (n. 1650)
- 16 novembre - Gaspar Méndez de Haro, politico e collezionista d'arte spagnolo (n. 1629)
- 28 novembre - Pietro Valentini, vescovo cattolico italiano (n. 1619)

### Dicembre
- 5 dicembre - Ercole Bernabei, compositore e organista italiano (n. 1622)
- 16 dicembre - William Petty, filosofo, medico e economista inglese (n. 1623)
- 22 dicembre - Matthias Nicoll, politico inglese (n. 1630)

### Senza giorno specificato
- Giovanni Battista Bianchi, architetto e scultore italiano (n. 1631)
- Pieter Borsseler, pittore olandese (n. 1633)
- Angelo Michele Colonna, pittore italiano (n. 1604)
- David de Coninck, pittore fiammingo (n. 1636)
- Frederick Coyett, esploratore olandese (n. 1615)
- George Dalgarno, filosofo, pedagogista e glottoteta scozzese
- François Grognier, pirata francese
- Ibrahim di Buda, politico ottomano
- Pietro Liberi, pittore italiano (n. 1605)
- Stefano Martini, vescovo cattolico italiano
- Henry More, filosofo britannico (n. 1614)
- Claude de Vin des Œillets,  francese
- Francesco Piacenza, cartografo, giurista e scacchista italiano (n. 1637)
- Hubertus Quellinus, incisore e artista belga (n. 1619)
- Jan Rieuwertsz, editore olandese (n. 1616)
- Juriaen van Streeck, pittore olandese (n. 1632)
- Christopher Wittich, teologo olandese (n. 1625)
- Simón de León Leal, pittore spagnolo (n. 1610)
- Maria Eufrosina del Palatinato-Zweibrücken-Kleeburg, principessa svedese (n. 1625)

## Calendario
| Calendario 1687 | Calendario 1687 | Calendario 1687 | Calendario 1687 | Calendario 1687 | Calendario 1687 | Calendario 1687 | Calendario 1687 | Calendario 1687 | Calendario 1687 | Calendario 1687 | Calendario 1687 | Calendario 1687 | Calendario 1687 | Calendario 1687 | Calendario 1687 | Calendario 1687 | Calendario 1687 | Calendario 1687 | Calendario 1687 | Calendario 1687 | Calendario 1687 | Calendario 1687 | Calendario 1687 | Calendario 1687 | Calendario 1687 | Calendario 1687 | Calendario 1687 | Calendario 1687 | Calendario 1687 | Calendario 1687 | Calendario 1687 | Calendario 1687 |
| --------------- | --------------- | --------------- | --------------- | --------------- | --------------- | --------------- | --------------- | --------------- | --------------- | --------------- | --------------- | --------------- | --------------- | --------------- | --------------- | --------------- | --------------- | --------------- | --------------- | --------------- | --------------- | --------------- | --------------- | --------------- | --------------- | --------------- | --------------- | --------------- | --------------- | --------------- | --------------- | --------------- |
|                 | 1               | 2               | 3               | 4               | 5               | 6               | 7               | 8               | 9               | 10              | 11              | 12              | 13              | 14              | 15              | 16              | 17              | 18              | 19              | 20              | 21              | 22              | 23              | 24              | 25              | 26              | 27              | 28              | 29              | 30              | 31              |                 |
| Gennaio         | Me              | Gi              | Ve              | Sa              | Do              | Lu              | Ma              | Me              | Gi              | Ve              | Sa              | Do              | Lu              | Ma              | Me              | Gi              | Ve              | Sa              | Do              | Lu              | Ma              | Me              | Gi              | Ve              | Sa              | Do              | Lu              | Ma              | Me              | Gi              | Ve              |                 |
| Febbraio        | Sa              | Do              | Lu              | Ma              | Me              | Gi              | Ve              | Sa              | Do              | Lu              | Ma              | Me              | Gi              | Ve              | Sa              | Do              | Lu              | Ma              | Me              | Gi              | Ve              | Sa              | Do              | Lu              | Ma              | Me              | Gi              | Ve              |                 |                 |                 |                 |
| Marzo           | Sa              | Do              | Lu              | Ma              | Me              | Gi              | Ve              | Sa              | Do              | Lu              | Ma              | Me              | Gi              | Ve              | Sa              | Do              | Lu              | Ma              | Me              | Gi              | Ve              | Sa              | Do              | Lu              | Ma              | Me              | Gi              | Ve              | Sa              | Do              | Lu              |                 |
| Aprile          | Ma              | Me              | Gi              | Ve              | Sa              | Do              | Lu              | Ma              | Me              | Gi              | Ve              | Sa              | Do              | Lu              | Ma              | Me              | Gi              | Ve              | Sa              | Do              | Lu              | Ma              | Me              | Gi              | Ve              | Sa              | Do              | Lu              | Ma              | Me              |                 |                 |
| Maggio          | Gi              | Ve              | Sa              | Do              | Lu              | Ma              | Me              | Gi              | Ve              | Sa              | Do              | Lu              | Ma              | Me              | Gi              | Ve              | Sa              | Do              | Lu              | Ma              | Me              | Gi              | Ve              | Sa              | Do              | Lu              | Ma              | Me              | Gi              | Ve              | Sa              |                 |
| Giugno          | Do              | Lu              | Ma              | Me              | Gi              | Ve              | Sa              | Do              | Lu              | Ma              | Me              | Gi              | Ve              | Sa              | Do              | Lu              | Ma              | Me              | Gi              | Ve              | Sa              | Do              | Lu              | Ma              | Me              | Gi              | Ve              | Sa              | Do              | Lu              |                 |                 |
| Luglio          | Ma              | Me              | Gi              | Ve              | Sa              | Do              | Lu              | Ma              | Me              | Gi              | Ve              | Sa              | Do              | Lu              | Ma              | Me              | Gi              | Ve              | Sa              | Do              | Lu              | Ma              | Me              | Gi              | Ve              | Sa              | Do              | Lu              | Ma              | Me              | Gi              |                 |
| Agosto          | Ve              | Sa              | Do              | Lu              | Ma              | Me              | Gi              | Ve              | Sa              | Do              | Lu              | Ma              | Me              | Gi              | Ve              | Sa              | Do              | Lu              | Ma              | Me              | Gi              | Ve              | Sa              | Do              | Lu              | Ma              | Me              | Gi              | Ve              | Sa              | Do              |                 |
| Settembre       | Lu              | Ma              | Me              | Gi              | Ve              | Sa              | Do              | Lu              | Ma              | Me              | Gi              | Ve              | Sa              | Do              | Lu              | Ma              | Me              | Gi              | Ve              | Sa              | Do              | Lu              | Ma              | Me              | Gi              | Ve              | Sa              | Do              | Lu              | Ma              |                 |                 |
| Ottobre         | Me              | Gi              | Ve              | Sa              | Do              | Lu              | Ma              | Me              | Gi              | Ve              | Sa              | Do              | Lu              | Ma              | Me              | Gi              | Ve              | Sa              | Do              | Lu              | Ma              | Me              | Gi              | Ve              | Sa              | Do              | Lu              | Ma              | Me              | Gi              | Ve              |                 |
| Novembre        | Sa              | Do              | Lu              | Ma              | Me              | Gi              | Ve              | Sa              | Do              | Lu              | Ma              | Me              | Gi              | Ve              | Sa              | Do              | Lu              | Ma              | Me              | Gi              | Ve              | Sa              | Do              | Lu              | Ma              | Me              | Gi              | Ve              | Sa              | Do              |                 |                 |
| Dicembre        | Lu              | Ma              | Me              | Gi              | Ve              | Sa              | Do              | Lu              | Ma              | Me              | Gi              | Ve              | Sa              | Do              | Lu              | Ma              | Me              | Gi              | Ve              | Sa              | Do              | Lu              | Ma              | Me              | Gi              | Ve              | Sa              | Do              | Lu              | Ma              | Me              |                 |